# Льодовики Грузії
Льодовики Грузії розташовані, головним чином, вздовж великого Кавказького хребта.

## Загальні відомості
Просторове поширення сучасних льодовиків біля Грузії обумовлене особливостями атмосферних процесів, морфолого-морфометрическим умовам рельєфу та їх взаємодії. Основні центри заледеніння пов'язані з підвищеними кавказьким хребтом водороздільного хребта і Казбецького масиву. Окремі центри можуть бути знайдені в районі великої Кавказької філії в районах: Бзиб, Кодорі, Самегрело, Сванеті, Лечхумі, Пірікительська Алазані і т. д. За даними 2015 року, у Грузії 637 льодовиків із загальною площею 355,80 км². Сучасні льодовики зосереджені в основному в річкових басейнах Інгурі, Ріоні, Кодорі та Терека, де є піки 4500 м і вище. 89,32 % від сумарного обсягу та 97,15 % площі льодовиків Грузії перебувають у цих басейнах.
Сучасні льодовики нерівномірно розподілені між різними річковими басейнами. Тут чільне місце належить басейну річки Інгурі; його частка 42,22 % від загальної кількості льодовиків Грузії, а також 62,78 % загальної площі льодовиків Грузії — частка річкового басейну Інгурі.

## Обсяг
Крім басейну річки Інгурі, внесок інших річкових басейнів у загальний обсяг льодовиків Грузії розподіляються так: у Кодорській ущелині річки басейну — 22,76 %; у басейні річки Ріоні — 15,22 %; у басейні річки Терек — 9,10 %; у Пірикітській Алазані річка басейну — 3,19 %; у басейні річки Бзибі — 2,82 %; у басейні річки Велика Ліахві — 1,56 %, а у басейні річки Хобісцкалі — 1,41 %. Що стосується басейнів річок Аргун, Аса, Арагві та Келасурі, їх спільна частка становить 1,72 % від загальної кількості льодовиків Грузії.

## Площа
Крім басейну річки Інгурі, внесок інших річкових басейнів за загальною площею льодовиків Грузії розподіляються таким чином: у басейні Ріоні — 13,11 %; Кодорському річковому басейні — 11,25 %; у басейні річки Терек — 9,99 %; у басейні річки Бзибі — 1,12 %; в басейні річки Пірікительська Алазані — 0,68 %. Що стосується басейнів річок Велика Ліахві, Хобісцкалі, Аргун, Арагві та Келасурі, їх спільна частка становить 1,07 % від загальної площі льодовиків Грузії.

## Вчені про льодовики
Великий грузинський вчений Вахушті Багратіоні дає першу наукову інформацію про льодовики Грузії на початку 18 століття:
«Є великі гори, які є на Кавказі на північ від Чорного моря до Каспійського моря, висота яких складає від одного дня ходьби та вершини його постійно морозні, товщина льоду в людську руку, і влітку він ламається і, якщо людина залишається там, вона не може терпіти холоду навіть на малий час; а під нею течуть річки, і лід червоний та зелений, як камінь через його вік».
Майже сто років, закордонні вчені почали описувати льодовики Грузії. Інформацію про льодовики Грузії можна знайти в роботах:
- Г. Абиха (1865),
- Р. Редді (1873),
- Н. Диника (1884),
- І. Рашевського (1904)
- тощо

Ця інформація пов'язана з індивідуальними особливостями льодовиків і, переважно, носить описовий характер. Однак їх висновки дуже допомагають у визначенні динаміки окремих льодовиків.
У 1880—1910 роках проводилася топографічна зйомка Кавказу. На основі створених карток К. І. Подозерський (1911) склав перший докладний каталог льодовиків, який досі не втратив свого значення; Проте слід зазначити, що під час його компіляції було зроблено низку помилок.
Л. Рейнхардт (1916, 1917) відзначив ці помилки надалі, і склав новий каталог протягом багатьох льодовикових водойм досліджуваного регіону та визначив місцезнаходження снігової лінії. Дослідження, проведені А. Рейнхардтом, мають високу якість і надійні за своєю науковою цінністю порівняно з попередніми дослідниками.
Цікаві дослідження було проведено Ф. Рутковською (1936) у зв'язку з проведенням 2-го Міжнародного Полярного року. У 1932—1933 роках заледеніння річки Інгурі було вивчено і було визначено динаміку (за рік) окремих льодовиків.
У 1959 році П. А. Іваньков видав загальну кількість і площу льодовиків в області, що вивчається на основі топографічних карт і аерофотозйомки 1946 року. У тому ж році П. Ковальова (1961) описала в деталях льодовики і зробила їх маркування.
Велику роботу з вивчення льодовиків Грузії було проведено 1937 року Д. Церетелі разом із Елом.
А. Ф. Асланікашвілі обстежив кілька льодовиків і в 1963 описав динаміку льодовиків у період 1937—1960 років.
Особливо слід відзначити велику та різнобічну роботу, яка була виконана у Гляціологічній лабораторії при грузинському Інституті географії імені Вахушті Багратіоні; підсумки цієї багаторічної роботи було узагальнено у 1975 році виданням каталогу льодовиків; а також — Гідрографічний Відділ Гідро-Метеорологічного Департаменту, який опублікував роботу про Льодовики Великого Кавказу (редактори: В. Цомая, Є. Дробишев, 1970).
Слід також відзначити багаторічні дослідження різних льодовиків у великих річкових басейнах Р. Гобеджишвілі. Можна вважати його заслугою, що після 1990-х років гляціологічні дослідження в Грузії не були припинені.

#### Гляціологи
Вивчали льодовики Грузії з річкових басейнів:
- Л. И. Маруашвили,
- Д. Б. Уклеба,
- Т. Кикалишвили,
- Містер. Курдгелайдзе,
- Д. Табідзе,
- Р. Хазарадзе,
- О. Николаишвили,
- В. Цомая,
- А. Дробишеви,
- Р. Шенгелія,
- Р. Гобеджишвили,
- К. Мгеладзе,
- Т. Лашхи,
- Ш. Инашвили,
- Н. Голодівська,
- Л. Срібний,
- А. Орлов,
- А. Надирашвили,
- Н. Закарашвілі,
- А. Рехвиашвили,
- О. Самадбегишвили,
- та інші.

#### Гляціо-геоморфологічні роботи
Гляціо-геоморфологічні роботи велися з 1968 (Р. Гобеджишвілі).
У різних річкових басейнах було проведено вивчення найбільших льодовиків фототеодолитичною методою. Це льодовики, такі як:
- Зохіто-Лабода,
- Киртиша,
- Брили,
- Часахтом,
- Едена,
- Хваргула,
- Боко,
- помилка,
- Тбілісі,
- Адіші,
- Чалааті,
- Долра,
- киш,
- Ладували,
- Шхара,
- Намквані,
- Моя сестра,
- Марухського,
- кричати,
- та льодовик типу «цирк» у басейні Кличі.

Сьогодні Гляціологічна група під керівництвом Левана Тієлідзе щороку проводить гляціологічні експедиції на Кавказьких льодовиках у різних річкових басейнах.

## Загальне
У Західній Грузії є досить розвинена льодовикові системи, з численними льодовиками, що походять від джерела Бзибська річка в Західній Абхазії до Мамісонського перевалу на кордоні з Північною Осетією. Найбільші національні льодовики цього регіону лежать у басейні річки Інгурі .
Льодовики Східної Грузії зазвичай складаються з невеликих ізольованих груп. Крім того, гірські хребти, які височіють на північ від головного Кавказького хребта, більш заледенілі, ніж у сусідніх районах, що відходять від південних схил Кавказу.

Лінії заледеніння в діапазоні 2,800-2,900 метрів над рівнем моря; у Західній Грузії до 3600 метрів у крайній Східній Грузії, поблизу м. Лагодехи . Контраст виникає, в основному, через різницю в кліматі, викликаному загальним зменшення опадів по лінії Захід-Схід, що призводить до більш континентальних кліматів в районах Східної Грузії.